# Закари (Луизиана)
Закари (англ. Zachary) —  город в приходе Ист-Батон-Руж в штате Луизиана в Соединённых Штатах Америки.
Согласно проведённой в 2020 году переписи населения США, число жителей города составляло 19 316 человек; это четвёртый в приходе (округе) и шестнадцатый в штате город по численности населения.

## История
Большая часть земли, которую сейчас занимает город, была частью фермы площадью 160 акров (65 га), принадлежавшей Дэрелу Закари (1827—1907).

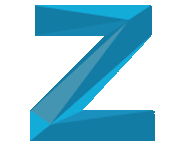
Эмблема Закари

В 1880-х годах Закари продал свою землю Центральной железной дороге Иллинойса, которая проложила по ней рельсы и построила железнодорожное депо. Вокруг депо быстро выросла деревня, которая стала называться «Закари» в честь первого фермера и постоянного поселенца в этом районе.
Первое почтовое отделение Закари было открыто в 1885 году, а 2 августа 1889 года населённый пункт получил статус города; Томас Эдвард Макхью стал первым мэром Закари.
В 1903 году город опустошил сильный пожар. «Историческая деревня» в центре города состоит из зданий, которые либо пережили пожар, либо были построены вскоре после него, самым старым (не считая склада) является Allison House, построенный в 1898 году.

## География
Город Закари находится в северной части прихода Ист-Батон-Руж и расположен в 16 милях (26 км) к северу от города Батон-Руж. Он граничит на севере с городом Слотер, на востоке с Сентралом и на юге с Бейкером.
Согласно данным Бюро переписи населения США, Закари имеет общую площадь 24,0 квадратных миль (62,1 км2), из которых 23,9 квадратных миль (62,0 км2) — это суша и 0,04 квадратных миль (0,1 км2), или 0,13%, — это водная поверхность.